# 胡备文
胡备文（1916年—1986年），中国人民解放军将领、中国人民解放军开国少将。
曾任中国人民解放军总参谋部三部副部长。1955年，授予中国人民解放军少将。